# روث آن سوينسون
روث آن سوينسون (بالإنجليزية: Ruth Ann Swenson)‏ هي مغنية ومغنية أوبرا أمريكية، ولدت في 25 أغسطس 1959 في نيويورك في الولايات المتحدة.

## وصلات خارجية
- روث آن سوينسون على موقع IMDb (الإنجليزية)
- روث آن سوينسون على موقع ميوزك برينز (الإنجليزية)
- روث آن سوينسون على موقع أول ميوزيك (الإنجليزية)
- روث آن سوينسون على موقع ديسكوغز (الإنجليزية)